# Temperatura negativa
Per temperatura negativa si definiscono valori negativi di temperatura termodinamica che descrivono sistemi con particolari caratteristiche, considerando la definizione della temperatura che la lega specificamente all'entropia e all'energia.
Alcuni autori si dichiarano scettici sulla possibilità dell'esistenza di sistemi a temperatura negativa, in particolare contestando il presupposto della definizione di entropia secondo Boltzmann.

## Base logica
La temperatura viene usualmente definita come una misura dello stato di agitazione delle entità particellari (atomi e molecole) che costituiscono un sistema. Più specificamente, secondo la distribuzione di Boltzmann, la temperatura è interpretata come il valore medio rappresentante l'energia di un sistema. Una definizione più rigorosa è data dalla relazione tra energia ed entropia, con il reciproco della temperatura termodinamica, ovvero la beta termodinamica, come quantità fondamentale. 
Ipotizziamo sistemi in cui la classica distribuzione di Boltzmann sia impedita da particolari condizioni sperimentali, in particolare in cui i singoli componenti, grazie a un confinamento, possano assumere solo due livelli energetici e vengano reclutati progressivamente al livello energetico superiore dall'aumento di energia del sistema. A partire dallo stato fondamentale di minima energia ed entropia, si può affermare in questo caso che l'entropia aumenta fino al momento in cui il numero di componenti "energetici" diventa uguale a quello a energia minima, condizione che rappresenta lo stato di massimo disordine del sistema stesso, con un valore di T = +∞ K secondo la definizione della temperatura citata. Da quel momento in poi l'ulteriore incremento di energia farà sì che il numero di componenti a energia maggiore prevarrà (inversione di popolazione) e l'entropia inizierà a diminuire; quando tutti i componenti del sistema avranno assunto il valore di energia più elevato si avrà lo stato di massimo ordine, cioè l'entropia ritornerà al valore minimo possibile. Si realizzerebbe in tal modo la condizione di un rapporto inverso fra energia ed entropia, in cui, per definizione, la temperatura termodinamica assumerebbe valori negativi.   
Da quanto detto deriva che una temperatura negativa nella scala Kelvin esprimerebbe, paradossalmente,  un calore più elevato rispetto a una temperatura positiva. Se un sistema con temperatura termodinamica negativa entrasse in contatto con uno a temperatura positiva il calore fluirebbe dunque dal primo al secondo.

## Esperimenti
La prima sperimentazione relativa a sistemi a temperatura negativa risale all'inizio degli anni cinquanta.
Più recentemente, nel 2013, ricercatori del Università Ludwig Maximilian di Monaco hanno annunciato di aver creato, tramite laser, un sistema a temperatura negativa, affermando che ciò potrebbe avere implicazioni in macchine con cicli di Carnot con un rendimento superiore al 100%.
Del 2014 è un esperimento eseguito alla Washington State University che ha raggiunto la temperatura di 100 miliardesimi di grado sotto gli 0 kelvin.